# Anolis eulaemus
Anolis eulaemus (добрий аноліс) — вид ігуаноподібних ящірок родини анолісових (Dactyloidae). Ендемік Колумбії.

## Поширення і екологія
Добрі аноліси мешкають в горах Західного і Центрального хребтів Колумбійських Анд. Вони живуть в тропічних лісах та на берегах струмків. Зустрічаються на висоті від 1300 до 2400 м над рівнем моря.